# Руска капела (Вршич)
Руска капела се налази у општини Крањска Гора у Словенији, на путу који иде од насеља Крањске Горе ка превоју Вршич. Она је посвећена руским војним заробљеницима у Првом светском рату који су управо и градили овај пут и који су погинули под снежном лавином.

## Градња
Почетком 1915. године Крањска Гора је била веома стратешки битна због новог фронта који се појавио између Аустроугарске и Италије, на реци Сочи. Због тога је Аустроугарска наредила хитну градњу пута преко превоја Вршич (1.611 м.н.в), ради повезивања котлина Саве и Соче. Он је био неопходан за бржи прелаз аустријских трупа и оружја преко овог превоја. Намера је била искористити руске затворенике за изградњу. Градња је започета у мају 1915. У градњи је учествовало око 10.000 руских затвореника У марту 1916. године снежна лавина је убила око 110 Руса затвореника и 7 стражара. Ипак током градње претпоставља се да је живот изгубило више од 380 људи.
Преостали руски заробљеници у част својих погинулих другова су подигли ову капелицу у току следеће године.

## Карактеристике
Цела капела урађена је од дрвета на каменом постољу. Око централног дела налазе се две куполе са стране. Куполе су урађене у барокном стилу карактеристичним за већину цркава у Русији. Са леве стране капеле налази се гробница жртвама којима је ова капела и посвећена. Гробница је прикривена каменом пирамидом са натписом „Синовима русије”, на руском језику.

### Положај
Руска капела се налази у шуми, на 5. километру пута Крањска Гора — Вршич и на око 1.100 метара изнад нивоа мора. Ограђена је оградом и у атару су изграђене стазе и клупе. Непосредно поред гробнице се налази извор и кроз двориште иде омањи поток. Преко пута капеле налази се и паркинг простор. Само пар стотина метара испод капеле налази се угоститељски објекат Михов дом.

### Руска цеста
Пут ка превоју Вршич се у почаст градитељима од 2006. назива Руска цеста. Она је и данас у веома добром стању, све кривине (серпетине) напраљене су од тлакованих коцки док су равни делови асфалтирани. Пут се пење од Крањске Горе (801 м) до Вршича (1.611 м) у дужини око 12 километара. Сваког првог викенда у септембру одржава се велика бициклистичка трка „Јуриш на Вршич”. Од вршича пут се спушта на другу страну превоја и наставља ка Тренти и Бовецу.